# Museu Rodin
El museu Rodin es troba al  7è districte de París. Va obrir les portes el 1919 a l'antic hôtel Biron i mostra el treball de l'escultor Auguste Rodin. Rodin va residir a l'hôtel Biron, adquirit per l'estat francès el 1905. Conté escultures de Rodin (El Pensador, El Petó) i altres, a més de treballs d'altres artistes com Camille Claudel, Vincent van Gogh i Pierre-Auguste Renoir.
L'edifici va ser encarregat per un perruquer que havia fet fortuna per l'emissió del paper moneda. Es tracta del típic hotel francès amb chateau, un castell petit amb 3 hectàrees de jardí i una estructura de 10 habitacions a la planta baixa i de 8 a la part superior. L'hotel, d'estil neoclàssic, és una casa unifamiliar a contraposició al Rococó, que buscaria la creació d'un palau petit. En ell es combinen façanes de tradició clàssica i renaixentista i rematades d'inspiració arquitectònica popular, sobretot les xemeneies o les mansardes. Amb aquest edifici s'establirà a França una tipologia d'hotel de casa unifamiliar.

## Col·lecció
La col·lecció del museu està formada per marbres, bronzes, terracotes, pintures, guixos, ceres, ceràmiques, pastes de vidre, gres i dissenys de Rodin juntament amb obres d'altres artistes com Camille Claudel (Vertumne i Pomona), Monet, Renoir o Van Gogh. D'entre la col·lecció personal de l'escultor destaquen també les estàtues antigues i les fotografies. El museu posseeix al voltant de sis mil sis-centes obres escultòriques, entre les quals destaquen El Petó i El Pensador.